# フィーカリバクテリウム属
フィーカリバクテリウム属（Faecalibacterium）は真正細菌のバシロタ門クロストリジウム綱ユーバクテリウム目オシロスピラ科の属の一つである。

## 解説
2002年にタイプ種であるフィーカリバクテリウム・プラウスニッツィイ（Faecalibacterium prausnitzii）が報告され、この属が新設された。この種はグラム陽性、中温性、桿状細胞、嫌気性であり、人間の腸内細菌叢において最も多く重要な共生細菌の一つである。非胞子形成性で非運動性である。この細菌は、食物繊維の発酵を通じて酪酸といった短鎖脂肪酸を生成する。

## 歴史
2002年に、フソバクテリウム・プラウスニッツィイ（Fusobacterium prausnitzii）が実はフソバクテリウム属（Fusobacterium）とは遠縁であり、クロストリジウム属クラスターIVにより近いことが系統発生学的解析によって明らかとなったため、フィーカリバクテリウム属が新設され、この種はフィーカリバクテリウム・プラウスニッツィイ（Faecalibacterium prausnitzii）に再分類された。属名はドイツの微生物学者カール・プラウスニッツ（Otto Prausnitz）に因んで名づけらえた。
2021年に、Faecalibacterium butyricigeneransとFaecalibacterium longumが発見されたことが報告された。
2022年に、Faecalibacterium duncaniae、Faecalibacterium hattorii及びFaecalibacterium gallinarumが発見されたことが報告された。

## 遺伝学
フィーカリバクテリウム・プラウスニッツィイのゲノムサイズは2,868,932 bpであり、GC含量は56.9%である。77種のRNAをコードする遺伝子を含む2,707個のコード配列が発見されている。128種の代謝経路、27種のタンパク質複合体、64種のtRNAも確認されている。系統学的に系統群I及びIIに含まれる。2012年にM. Tanweer Khanによって分離された株のほとんどは系統群IIに属する。この細菌によって産生されるタンパク質は抗炎症効果に関連する。

## 臨床学
健康な成人では、フィーカリバクテリウム・プラウスニッツィイは腸内細菌の5%以上を占め、最も一般的な腸内細菌の一つである。抗炎症作用を示し、腸内細菌叢の不均衡（dysbiosis）を改善する可能性がある。フィーカリバクテリウム・プラウスニッツィイの腸内レベルが正常より低くなることはクローン病や肥満、気管支喘息、大うつ病性障害（MDD）と関連し、高くなることは乾癬と関連する。この細菌はまた腸のバリア機能を改善する可能性がある。

### 炎症性腸疾患(IBD)
クローン病について、2015 年現在、ほとんどの研究（1件の例外を除く）で患者の糞便及び粘膜サンプルの両方においてフィーカリバクテリウム・プラウスニッツィイのレベルの低下が見られた。但し、酸素に弱く、直腸へ送るためには取り扱いが難しい。
クローン病の寛解導入効果が知られている排他的経腸栄養(Exclusive enteral nutrition：EEN)は、患者のフィーカリバクテリウム・プラウスニッツィイを減少させることが発見されている。